# Wolfgang Paul
Wolfgang Paul (Lorenzkirch (Saksen), 10 augustus 1913 – Bonn, 7 december 1993) – niet te verwarren met Wolfgang Pauli – was een Duits natuurkundige en in 1989 samen met Hans Dehmelt winnaar van de helft van de Nobelprijs voor de Natuurkunde voor de ontwikkeling van de ionenval-techniek (de andere helft van de prijs ging naar Norman Ramsey).

## Biografie
Paul was het vierde van de zes kinderen van Theodor Paul en Elisabeth Ruppel. Hij groeide op in München waar zijn vader hoogleraar farmaceutische scheikunde was aan de universiteit en een collega van de eminente theoretisch fysicus Arnold Sommerfeld. Van 1932 tot 1934 studeerde hij aan de Technische Universiteit München, om aansluitend naar Berlijn te gaan.
Na zijn promotie in 1939 aan de Technische Universiteit Berlijn ging hij samen met zijn doctoraaladviseur Hans Kopfermann in 1942 naar de universiteit van Göttingen. Tussen 1944 tot 1952 was hij er als hoogleraar werkzaam. Tijdens de Tweede Wereldoorlog deed Paul in nazi-Duitsland onderzoek aan isotopenscheiding, hetgeen een noodzakelijke techniek is voor het maken van kernwapens. Zijn taak in het project was niet zozeer het scheiden van de isotopen zelf, als wel het bouwen van een massaspectrometer waarmee kon worden gecontroleerd hoe goed de scheiding gelukt was. In 1952 nam hij een functie aan aan de Universiteit van Bonn, waar hij tot 1981 doceerde en directeur van het Physikalischen Institut was.
Paul speelde een belangrijke rol in de oprichting van het Europees laboratorium voor deeltjesfysica in Genève. Tussen 1964 en 1967 was hij directeur van de afdeling Natuurkunde aan het CERN, en tussen 1970 in 1973 betrokken bij DESY in Hamburg. In 1979 werd Paul gekozen tot voorzitter van de Alexander von Humboldt-Stiftung. Deze functie bekleedde hij gedurende tien jaar. 

## Werkvelden
De werkvelden van Paul omvatten de gebieden: Atomaire en moleculaire bundels, massaspectroscopie, isotopenscheiding, elektronenverstrooiing, stralingsbiologie, dosimetrie en elektronenbestralingstherapie in de geneeskunde. In 1953 ontwikkelde hij het Paulsches Massenfilter, voor massaspectrometrische metingen. Paul is tevens de uitvinder van de Paul-Falle, een instrument waarmee gedetailleerde studie van subatomaire deeltjes mogelijk werd door het invangen van individuele ionen. In een magnetische opslagring slaagde hij in 1978 met collega's erin om neutronen te vangen. Hij was hiermee de eerste die neutraal geladen deeltjes elektromagnetisch wist op te sluiten.

### Ionenval
De ionenval die Paul ontwikkelde bestaat uit twee elektrisch platen met daartussen een ronde elektrode. Het vangt geladen deeltjes door middel van een oscillerend elektrodynamisch veld die een quadrupool potentiaal creëert die ervoor zorgt dat de deeltjes niet kunnen ontsnappen. Daarnaast worden de gevangen ionen en elektronen geïsoleerd van externe invloeden, zoals temperatuur, druk en andere invloeden van buiten.
Zelf gebruikt Paul zijn val om ionen te vangen in een tijdvariabel elektrisch veld om de spectroscopische eigenschappen ervan op dat moment te bestuderen.
Naast de studie van atomaire structuren maakte zijn instrument ook de ontwikkeling mogelijk van de atoomklok. Voor deze uitvinding werd hij in 1989 onderscheiden met de Nobelprijs voor Natuurkunde.

## Onderscheidingen
Naast de Nobelprijs ontving hij nog meer nationale en internationale onderscheidingen, zoals eredoctoraten bij de Universiteiten van Uppsala, Aken, Poznan, Saloniki en Canterbury. Ook werd hij eresenator van de Universiteit van Bonn.
Wolfgang Paul is ook de naamgever van de Wolfgang Paul-Studienpreis en de Wolfgang Paul-Preis.

## Diversen
De zoon van Wolfgang Paul, Stephan Paul, is hoogleraar experimentele natuurkunde aan de Technische Universiteit München.